# پستروژی
پستروژی (به لاتین: Pstruží) یک منطقهٔ مسکونی در جمهوری چک است که در ناحیه فریدک-میستک واقع شده‌است.